# Routes de la soie : corridor de Zeravchan-Karakoum
« Routes de la soie : corridor de Zeravchan-Karakoum » est un bien sériel transfrontalier du patrimoine mondial, réparti sur trois pays asiatiques : Ouzbékistan, Tadjikistan et Turkménistan.
Il regroupe 34 sites divers (château, villages, mausolées, etc.) situés le long de l'un des tronçons de l'ancienne route de la soie, qui longeait la rivière Zeravchan et traversait le désert du Karakoum jusqu'à Merv. Il fait pendant à un autre bien du patrimoine mondial : Routes de la soie : le réseau de routes du corridor de Chang'an-Tian-shan, qui regroupe une autre section entre Chine et Kazakhstan et Kirghizistan.

## Histoire
En 1988, l'UNESCO lance une étude autour de la route de la soie afin de promouvoir la compréhension et la diffusion des cultures à travers l'Eurasie, ainsi que  la protection du patrimoine. En août 2006, l'UNESCO et l'Administration nationale du patrimoine culturel de la République populaire de Chine (en) parrainent une conférence à Tourfan (Xinjiang) sur la coordination des candidatures au patrimoine mondial des sections de la route de la soie. À l'issue de cette conférence, la Chine et cinq pays d'Asie centrale, le Kazakhstan, le Kirghizistan, l'Ouzbékistan, le Tadjikistan et le Turkménistan se mettent d'accord pour soumettre une candidature commune en 2010. En 2009, ces six pays forment un comité de coordination qui va dans ce sens.
Le 28 mars 2008, la Chine inscrit 48 sites de la route de la soie sur sa liste indicative, préalable nécessaire à leur examen par l'UNESCO. Ces sites se répartissent entre route de la soie terrestre (provinces et région de Henan, Shaanxi, Qinghai, Gansu, Ningxia et Xinjiang) et route de la soie maritime (Ningbo, Zhejiang, Quanzhou, Fujian). Le 2 mai 2008, l'Iran soumet une liste indicative de sites du Khorassan. Le 3 juin 2010, le Turkménistan soumet 29 sites répartis le long de onze segments de la route de la soie. L'Inde fait de même le 20 janvier 2010, avec douze sites. Le Kirghizistan soumet sa liste de six sites le 19 février 2010, l'Ouzbékistan 18 sites le même jour, le Kazakhstan le 3 mai 2012.
À la fin 2011, compte-tenu de la taille du projet, l'UNESCO propose de diviser les applications en corridors. En décembre 2011, la Chine, le Kazakhstan et le Kirghizistan acceptent de soumettre une candidature commune pour le corridor d'Asie centrale le long du Tian Shan. L'Ouzbékistan, le Tadjikistan et le Turkménistan préparent une candidature pour un autre corridor. La première candidature est approuvée le 22 juin 2014, lors de la 38e session du Comité du patrimoine mondial à Doha, au Qatar, sous le nom de "Routes de la soie : le réseau de routes du corridor de Chang'an-Tian-shan",.
En 2023, les sites proposés par l'Ouzbékistan, le Tadjikistan et le Turkménistan sont inscrits au patrimoine mondial sous un bien distinct : "Routes de la soie : corridor de Zeravchan-Karakoum".

## Sites
L'inscription au patrimoine mondial comprend 34 sites en Ouzbékistan, au Tadjikistan et au Turkmenistan.
| Id.      | Site                                           | Pays         | Superficie (ha) | Zone tampon (ha) | Coordonnées                  | Illus. |
| -------- | ---------------------------------------------- | ------------ | --------------- | ---------------- | ---------------------------- | ------ |
| 1675-001 | Khisorak                                       | Tadjikistan  | 23,019          | 52,927           | 39° 26′ 29″ N, 69° 41′ 08″ E |        |
| 1675-002 | Château du mont Mugh                           | Tadjikistan  | 3,127           | 19,913           | 39° 27′ 16″ N, 68° 24′ 48″ E |        |
| 1675-003 | Koum                                           | Tadjikistan  | 0,888           | 11,113           | 39° 25′ 00″ N, 68° 23′ 35″ E |        |
| 1675-004 | Gardani Khisor (de)                            | Tadjikistan  | 0,499           | 12,28            | 39° 25′ 21″ N, 68° 20′ 45″ E |        |
| 1675-005 | Forteresse de Tali Khamtuda                    | Tadjikistan  | 2,113           | 15,396           | 39° 23′ 34″ N, 67° 52′ 00″ E |        |
| 1675-006 | Mausolée de Mukhammad Bashoro (en)             | Tadjikistan  | 0,111           | 7,889            | 39° 23′ 15″ N, 67° 51′ 08″ E |        |
| 1675-007 | Système d'irrigation de Toksankoriz            | Tadjikistan  | 102,038         | 147,847          | 39° 27′ 40″ N, 67° 43′ 38″ E |        |
| 1675-008 | Sanjarshakh                                    | Tadjikistan  | 6,789           | 20,505           | 39° 29′ 05″ N, 67° 43′ 22″ E |        |
| 1675-009 | Ancienne Pendjikent                            | Tadjikistan  | 32,87           | 79,115           | 39° 29′ 13″ N, 67° 37′ 05″ E |        |
| 1675-010 | Temple de Jartepa II                           | Ouzbékistan  | 0,336           | 5,096            | 39° 31′ 57″ N, 67° 20′ 28″ E |        |
| 1675-011 | Suleiman Tepa                                  | Ouzbékistan  | 0,26            | 3,615            | 39° 22′ 50″ N, 67° 14′ 31″ E |        |
| 1675-012 | Kafir-kala (en)                                | Ouzbékistan  | 24,818          | 75,783           | 39° 34′ 20″ N, 67° 01′ 15″ E |        |
| 1675-013 | Dabusiya (uz)                                  | Ouzbékistan  | 84,314          | 133,694          | 40° 01′ 30″ N, 65° 46′ 01″ E |        |
| 1675-014 | Complexe architectural de Kasim Sheikh         | Ouzbékistan  | 1,354           | 27,693           | 40° 08′ 00″ N, 65° 22′ 03″ E |        |
| 1675-015 | Mausolée Mir-Sayid Bakhrom                     | Ouzbékistan  | 0,1             | 8,441            | 40° 08′ 34″ N, 65° 21′ 41″ E |        |
| 1675-016 | Caravansérail de Rabati Malik                  | Ouzbékistan  | 0,856           | 35               | 40° 07′ 23″ N, 65° 08′ 54″ E |        |
| 1675-017 | Sardoba Rabati Malik                           | Ouzbékistan  | 0,654           | 35               | 40° 07′ 17″ N, 65° 08′ 49″ E |        |
| 1675-018 | Mosquée de Deggaron (uz)                       | Ouzbékistan  | 2,55            | 50,102           | 40° 09′ 18″ N, 65° 00′ 41″ E |        |
| 1675-019 | Chasma-i Ayub Khazira                          | Ouzbékistan  | 0,06            | 6,925            | 39° 58′ 13″ N, 64° 38′ 11″ E |        |
| 1675-020 | Vardanze (en)                                  | Ouzbékistan  | 11,084          | 66,37            | 40° 09′ 30″ N, 64° 26′ 01″ E |        |
| 1675-021 | Minaret de Vobkent                             | Ouzbékistan  | 0,6             | 28               | 40° 01′ 11″ N, 64° 31′ 05″ E |        |
| 1675-022 | Complexe architectural de Bahâ’uddin Naqshband | Ouzbékistan  | 22,54           | 77,828           | 39° 48′ 09″ N, 64° 32′ 14″ E |        |
| 1675-023 | Nécropole de Tchar-Bakr                        | Ouzbékistan  | 8               | 48,378           | 39° 46′ 28″ N, 64° 20′ 05″ E |        |
| 1675-024 | Varakhcha                                      | Ouzbékistan  | 43,332          | 92               | 39° 51′ 48″ N, 64° 04′ 23″ E |        |
| 1675-025 | Bikend                                         | Ouzbékistan  | 169,841         | 198,082          | 39° 35′ 08″ N, 64° 00′ 41″ E |        |
| 1675-026 | Amoul                                          | Turkménistan | 7,6             | 22,35            | 39° 01′ 07″ N, 63° 35′ 28″ E |        |
| 1675-027 | Caravansérail de Mansaf                        | Turkménistan | 0,25            | 10,75            | 38° 16′ 09″ N, 62° 47′ 52″ E |        |
| 1675-028 | Caravansérail de Mansaf                        | Turkménistan | 0,25            | 10,75            | 38° 16′ 08″ N, 62° 47′ 49″ E |        |
| 1675-029 | Caravansérail de Konegala                      | Turkménistan | 1,5             | 41,75            | 38° 14′ 58″ N, 62° 46′ 13″ E |        |
| 1675-030 | Tahmalaj                                       | Turkménistan | 1,44            | 10,12            | 38° 07′ 51″ N, 62° 38′ 47″ E |        |
| 1675-031 | Caravansérail d'Akja Gala                      | Turkménistan | 1,2             | 129,8            | 38° 05′ 19″ N, 62° 37′ 08″ E |        |
| 1675-032 | Caravansérail de Gyzylja Gala                  | Turkménistan | 0,33            | 11,18            | 38° 02′ 43″ N, 62° 35′ 47″ E |        |
| 1675-033 | Caravansérail de Gyzylja Gala                  | Turkménistan | 0,39            | 11,18            | 38° 02′ 39″ N, 62° 35′ 47″ E |        |
| 1675-034 | Kushmeihan                                     | Turkménistan | 114,1           | 300,1            | 37° 55′ 17″ N, 62° 12′ 29″ E |        |